# Rodzinny ogród działkowy

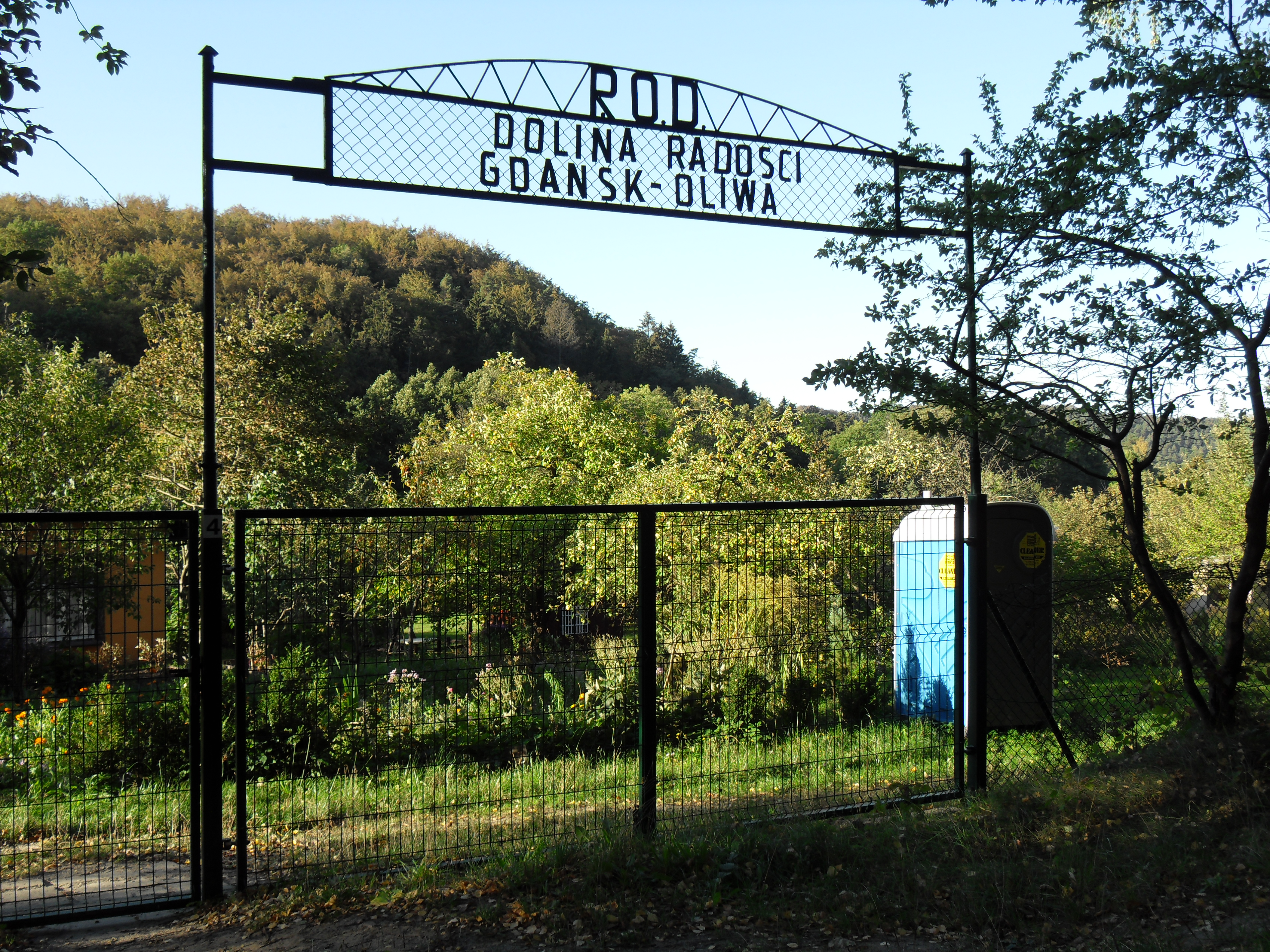
Rodzinny ogród działkowy w Gdańsku-Oliwie

Rodzinny Ogród Działkowy (ROD) – w myśl polskiej ustawy o rodzinnych ogrodach działkowych z dnia 13 grudnia 2013 roku, wydzielony obszar lub obszary przeznaczone na cele rodzinnych ogrodów działkowych (ROD), składające się z działek i terenu wspólnego, służące do wspólnego korzystania przez działkowców, wyposażone w infrastrukturę ogrodową.
Rodzinny ogród działkowy jest zarządzany przez stowarzyszenie ogrodowe, a dokładniej zarząd ROD. Pełnoletnia osoba fizyczna nabywa prawo do działki wraz z podpisaniem umowy dzierżawy działkowej z tym podmiotem oraz po wydaniu uchwały przez zarząd ROD. Członkostwo w stowarzyszeniu ogrodowym nie jest warunkiem zawarcia tej umowy. Rodzinne ogrody działkowe powstały wprost z przekształcenia pracowniczych ogrodów działkowych (POD), z mocy ustawy o rodzinnych ogrodach działkowych z dnia 8 lipca 2005 roku. Pierwsze w Polsce ogrody działkowe (ROD „Kąpiele Słoneczne”) założone zostały w Grudziądzu przez doktora Jana Jalkowskiego w 1897 roku.

## Podstawa prawna
W 2012 znaczna część przepisów ustawy z dnia 8 lipca 2005 r. o rodzinnych ogrodach działkowych, w tym monopol Polskiego Związku Działkowców na zakładanie ogródków działkowych, obowiązek zrzeszania się działkowców w PZD, zwolnienie PZD z opłat i podatków i obowiązek przekazywania mu ziemi przez samorządy, została uznana przez Trybunał Konstytucyjny za niezgodną z Konstytucją. Zgodnie z wyrokiem Trybunału Konstytucyjnego zakwestionowane przepisy ustawy z 2005 roku miały utracić moc obowiązującą 21 stycznia 2014, z wyjątkiem art. 10, który utracił moc 20 lipca 2012.
Orzeczenie Trybunału Konstytucyjnego było impulsem do stworzenia nowego aktu prawnego, będącego podstawą funkcjonowania rodzinnych ogrodów działkowych. Nowa ustawa o rodzinnych ogrodach działkowych weszła w życie 19 stycznia 2014 roku, derogując ustawę z 2005 roku. Zgodnie z nią rodzinne ogrody działkowe są prowadzone przez stowarzyszenia ogrodowe. W taką organizację przekształcił się także Polski Związek Działkowców.
Kwestię ogrodów działkowych oprócz dwóch wyżej wspomnianych ustaw regulowały wcześniej jeszcze kolejno:
- dekret z dnia 25 czerwca 1946 r. o ogrodach działkowych (Dz.U. z 1946 r. nr 34, poz. 208), nadający im rolę instytucji użyteczności publicznej[6]
- ustawa z dnia 9 marca 1949 r. o pracowniczych ogrodach działkowych (Dz.U. z 1949 r. nr 18, poz. 117), zapewniająca otrzymanie ogrodów jedynie ludziom pracy[6]
- ustawa z dnia 6 maja 1981 r. o pracowniczych ogrodach działkowych (Dz.U. z 1981 r. nr 12, poz. 58, z późn. zm. (t.j. Dz.U. z 1996 r. nr 85, poz. 390, z późn. zm.)) (nadal obowiązuje art. 11 ust. 2 i 3 dotyczący likwidacji czasowego ogrodu działkowego i przekształcenie go w ogród stały).

## Cele funkcjonowania ROD[7]
- zaspokajanie wypoczynkowych i rekreacyjnych potrzeb społeczeństwa poprzez umożliwianie prowadzenia upraw ogrodniczych
- poprawa warunków socjalnych członków społeczności lokalnych
- pomoc rodzinom i osobom w trudnej sytuacji życiowej oraz wyrównywanie ich szans
- integracja wielopokoleniowej rodziny, wychowanie dzieci w zdrowych warunkach oraz zachowanie aktywności i zdrowia emerytów i rencistów
- integracja społeczna osób w wieku emerytalnym oraz niepełnosprawnych
- przywracanie społeczności i przyrodzie terenów zdegradowanych
- ochrona środowiska i przyrody
- oddziaływanie na poprawę warunków ekologicznych w gminach
- kształtowanie zdrowego otoczenia człowieka
- tworzenie warunków do udostępniania terenów zielonych dla społeczności lokalnych

## Liczba i wielkość ROD

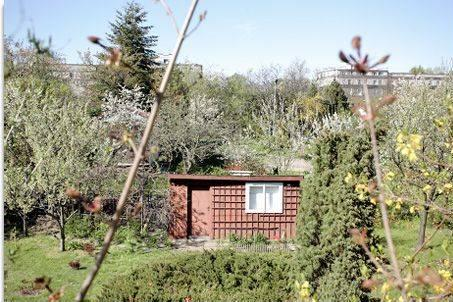
Ogródek działkowy, ROD „Obrońców Pokoju” w Warszawie

W Polsce obecnie jest prawie 5000 rodzinnych ogrodów działkowych. Zajmują one powierzchnię blisko 44 tysięcy ha. W polskich ogrodach działkowych jest około 966 tysięcy zagospodarowanych działek.

## Polscy działkowcy[8]
Działkowcem w myśl ustawy o rodzinnych ogrodach działkowych jest pełnoletnia osoba fizyczna uprawniona do korzystania z działki w rodzinnym ogrodzie działkowym na podstawie prawa do działki.
Działki w polskich ogrodach działkowych użytkują w praktyce wszystkie grupy społeczne i zawodowe. Działkowcami są robotnicy i urzędnicy, emeryci i renciści, a ostatnio również bezrobotni. Spośród zawodów popularne są działki użytkowane przez pracowników przemysłu ciężkiego, ale również cenią sobie działki pracownicy przemysłu lekkiego, na przykład włókienniczego w Łodzi. Działki uprawiają nauczyciele, wojskowi, kolejarze, pracownicy służby zdrowia, urzędnicy, pracownicy małych instytucji i zakładów rozsianych po całej Polsce. Obecnie najliczniejszą grupę wśród działkowców stanowią emeryci i renciści – 46,9%, następną grupą są pracownicy zatrudnieni na stanowiskach robotniczych – 24%, znaczną grupę stanowią pracownicy umysłowi – 18,4%. Od niedawna rośnie wśród działkowców grupa bezrobotnych obecnie 5%. Pozostałe grupy zawodowe stanowią 5,1% działkowców. W praktyce z działek korzysta znacznie więcej rodzin i ludzi, gdyż działka służy często kilku pokoleniom, zarówno jako miejsce wypoczynku, jak i również w postaci źródła zdrowych plonów.